# Église Saint-Guillaume de Road Town
Pour les articles homonymes, voir Église Saint-Guillaume.
 (mai 2019).
L'église Saint-Guillaume est une église catholique, située à Road Town, dans les Îles Vierges britanniques.

## Historique
Bien que la communauté ait été fondée en 1957, avec l'érection d'une petite chapelle, L'église Saint-Guillaume ne fut achevée qu'en 1993 et l'édifice achevé, bien plus grand, date de 1999, avec la construction d'une salle paroissiale et de bureaux administratifs.
La plupart des messes sont en anglais et une se déroule en espagnol le samedi.